# Optionswert
Optionswert ist der wirtschaftliche Vorteil, der mit der Offenhaltung einer Handlungsmöglichkeit angesichts einer ungewissen Zukunft verbunden ist. Der Begriff Optionswert wird oft als Bestandteil des ökonomischen Gesamtwertes von Umweltgütern verwendet. Als Urheber des Konzeptes des Optionswertes gilt Burton A. Weisbrod.

## Definition
Pearce und Moran (1994) definieren Optionswert als eine Wertkategorie, die die individuelle Zahlungsbereitschaft (Volkswirtschaft) dafür annähert, dass ein Umweltgut für eine zukünftige Nutzung geschützt wird. Insofern sei der Optionswert mit einem Versicherungswert vergleichbar. Seine Quelle liegt in der Risiko-Aversion der Menschen. Wie bei Vermächtnis- und Existenzwerten ist es oft schwieriger, Optionswerte zu quantifizieren als Gebrauchswerte.
Eine wirtschaftliche Präferenz für die Erhaltung von biologischer Vielfalt (Arten, Lebensräume) hat oft zumindest eine Komponente, die einem Optionswert entspricht. Oft ist nämlich nicht klar, wie Arten oder Lebensräume später einmal genutzt werden können. Ob Nutzen realisiert werden wird, und wenn ja welcher, ist daher zumindest teilweise unbekannt. Klugheitsgründe können nun dafür sprechen, sich solche zukünftigen Nutzungsmöglichkeiten offen zu halten. Im ökonomischen Sinne wird aus einer solchen Intuition ein Optionswert für die biologische Vielfalt, wenn hieraus eine individuelle Tausch- bzw. Zahlungsbereitschaft für die Sicherung der Biodiversität erwächst.

## Quasi-Optionswert
Ein verwandtes Konzept, das gelegentlich ebenfalls „Optionswert“ genannt wird, ist der Quasi-Optionswert. Es wurde zunächst von Kenneth Arrow und Anthony Fisher vorgeschlagen. Im Gegensatz zum Weisbrod’schen Optionswert ist der Quasi-Optionswert von der Risiko-Einstellung unabhängig. Seine Quelle liegt stattdessen in der potentiellen Irreversibilität von Veränderungen in Ökosystemen. Auch wenn eine solche Veränderung in einem Ökosystem sinnvoll erscheint (i. S. einer Kosten-Nutzen-Analyse), könnte neu erlangtes Wissen diese Einschätzung umkippen. Teilweise wird das Konzept nicht als eine Wertkategorie, sondern vielmehr als eine Entscheidungsregel interpretiert.

## Einzelbelege
1. ↑  Burton A. Weisbrod: Collective-consumption services of individual-consumption goods. In: The Quarterly Journal of Economics. Band 78, Nr. 3, 1964, S. 471–477.
2. ↑  David W. Pearce, Dominic Moran: The Economic Value of Biodiversity. Earthscan, London 1994, ISBN 1-85383-195-6, S. 20 ff.
3. ↑  Anthony C. Fisher, W. Michael Hanemann: Option value: Theory and measurement. In: European Review of Agricultural Economics. Band 17, Nr. 2, 1990, S. 167–180.
4. ↑  Kenneth Arrow, Anthony Fisher: Environmental preservation, uncertainty, and irreversibility. In: The Quarterly Journal of Economics. Band 88, Nr. 2, 1974, S. 312–319.
5. ↑  A. Myrick Freeman III: The measurement of environmental and resource values: Theory and methods. Resources for the Future, Washington D.C. 1993, ISBN 0-915707-68-3.